# Васил Радославов
Васил Христов Радославов (27 липня 1854, Ловеч, Османська імперія — 21 жовтня 1929, Берлін, Німеччина) — болгарський політичний діяч, очолював Ліберальну партію з 1887 до 1918 року. Двічі займав пост голови Ради міністрів Болгарії — у 1886–1887 та під час Першої світової війни 1913–1918 років.
Орієнтувався на Австро-Угорщину, відомий антиросійськими поглядами.
Після укладення Солунського перемир'я 29 вересня 1918 року Радославов виїхав до Німеччини. 1923 року був заочно засуджений до довічного ув'язнення за політику, яку він провадив під час Першої світової війни. Влітку 1929 року був амністований, але помер у Берліні 21 жовтня того ж року. 3 листопада був похований з почестями в Софії.
1. ↑  Find a Grave — 1996.